# Kapplöpningen till havet

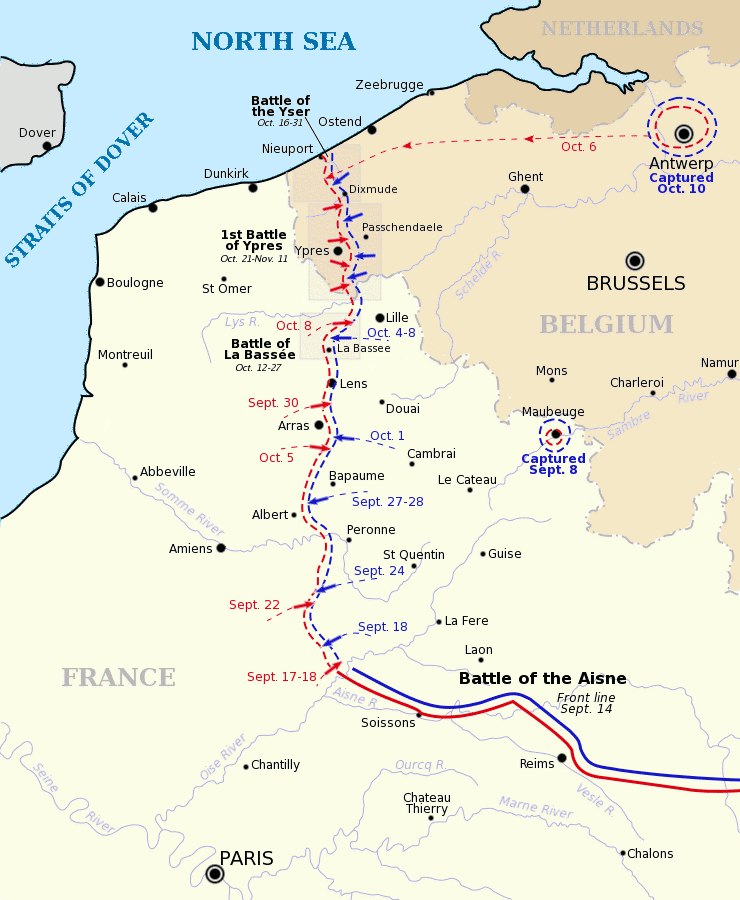
Karta över "Kapplöpningen till havet".

Kapplöpningen till havet kallas den fas av första världskriget som utspelade sig på västfronten, norra Frankrike,  hösten 1914. Det handlade inte alls om en "kapplöpning" i egentlig mening, istället var det den avslutande delen av världskrigets inledning, innan västfronten blev förvandlad till ett enda omkring 700 km långt system av skyttegravar (fågelvägen cirka 500 km men frontlinjen var långt ifrån rak). 

## Bakgrund
På västfronten hade den tyska offensiven under krigets inledande veckor stoppats av fransmännen vid floden Marne, inte långt från Paris. Detta fick beteckningen Undret vid Marne. Tyskarna retirerade därefter uppåt 10 mil och började gräva ner sig i defensiva skyttegravar. De franska arméerna, understödda av britter, försökte då kringgå de "nedgrävda" tyskarna längre norrut. Tyskarna klarade av kringränningsförsöket och försökte därefter själva kringränna fransmännen, som nu också börjat gräva skyttegravar. Eftersom både stridsflyg och bepansrade fordon ("tanks") var långt ifrån fulländade uppfinningar samtidigt som de vattenkylda kulsprutorna utgjorde ett mycket dödligt hot mot såväl infanteri som kavalleri blev skyttegravar det enda skyddet mot dessa. Detta gällde särskilt i områden med hög truppkoncentration och i terräng som Flanderns öppna jordbruksområden. Detta faktum upptäcktes ganska snart efter krigsutbrottet, den 1 augusti 1914. De tyska arméerna hade i början av september nått fram till en punkt vid floden Marne, blott ett fåtal mil utanför Paris. Dit, men inte längre, nådde Kejsardömet Tysklands trupper några dagar in i september. Men efter Undret vid Marne den 6 till 11 september och tvangs de tyskarna retirera omkring 100 km. Här upprättades en försvarslinje, och de första skyttegravarna grävdes.

## "Kapplöpningen"
Efter att ha stoppat tyskarna ville Frankrike nu snabbt köra ut de tyska inkräktarna. Man valde då att angripa strax norr om de tyska skyttegravarna genom en s.k. kringränning dvs att tränga in bakom fiendens skyttegravslinje och angripa den bakifrån. Detta franska anfall markerade starten på den s.k. "kapplöpningen", den 12 september. Emellertid lyckades offensiven dåligt och nu tvingades även de franska arméerna "gräva ner" sig, varpå tyskarna återupptog offensiven och försökte i sin tur kringränna de franska skyttegravarna. Detta blev ett upprepat mönster under hela "kapplöpningen". Misslyckade kringränningsförsök och ett ständigt, mot havet, Engelska kanalen, växande skyttegravssystem. De sista egentliga "rörliga" striderna på Västfronten ägde rum kring städerna Arras och Lens den 7 oktober , men skyttegravsystemen var ännu långt ifrån fulländade. Kavalleri kunde t.ex. stundom operera i ingenmansland ytterligare en tid. Kring slutet av oktober nådde skyttegravarna på båda sidor havet vid den belgiska staden Nieuport.
Samtidigt hade både fransmän och tyskar grävt skyttegravar också söderut, hela vägen ner till den schweiziska gränsen, men här förflöt grävandet utan samtidiga större kringränningsförsök. Överhuvudtaget blev Västfrontens södra halvdel avsevärt lugnare än i norr. Det sydligaste stora slaget på Västfronten var slaget vid Verdun 1916.
Som "kapplöpningens" avslutning brukar man räkna det Första slaget vid Ypern som inleddes som ett tyskt genombrottsförsök, men som också blev det första slag där den brittiska expeditionskåren BEF på allvar blev involverad. Det varade mellan den 19 oktober och anses avslutat (och utan segrare) den 22 november. (Kusten hade dock nåtts redan 30 oktober).
Under de följande fyra åren som nu väntade skulle miljontals soldater från båda sidor tvingas dö eller lemlästas i mer eller mindre meningslösa anfall mot motståndarnas kulspruteförsedda skyttegravar i deras generalers förhoppningar om seger och ära.